# Allégorie de l'Inclination
Allégorie de l'Inclination – en italien Allegoria dell'Inclinazione – est un tableau réalisé par la peintre italienne Artemisia Gentileschi en 1615-1616. De format vertical, cette huile sur toile a été commandée par Michel-Ange Buonarroti et elle orne toujours le plafond de la Casa Buonarroti à Florence, en Toscane. Il s'agit d'une allégorie de l'Inclination, soit le penchant pour la créativité. Elle la représente sous les traits d'une jeune femme blonde assise sur un nuage, la tête sous une étoile et un compas dans les deux mains. Initialement nue, cette figure a été retouchée par Volterrano, qui l'a couverte de voiles ondoyants. Sa pose est empruntée à la figure à l'extrême gauche de la Bataille des Centaures, un bas-relief de Michel-Ange déjà présent dans la collection du commanditaire, l’arrière petit-neveu de Michel-Ange.